# Pauli Ellefsen
Joen Pauli Højgaard Ellefsen (Miðvágur, 20 de abril de 1936 – Hoyvík, 24 de agosto de 2012) fue un político feroés afiliado al Partido Unionista. Fue primer ministro de las Islas Feroe entre 1981 y 1985.
Pauli Ellefsen era el mayor de ocho hermanos fruto de la unión de Sofia (nombre de soltera Højgaard) de Rituvík y Joen Elias Ellefsen de Miðvágur. Era hermano del también político Svend Aage Ellefsen, cuñado del político Jóannes Dalsgaard. Estaba casado con Henni Egholm (nombre de soltera Rasmussen) y vivieron en Hoyvík, cerca de Tórshavn.
Ellefsen trabajó como pescador de 1954 a 1956. Después de ello, trabajó como técnico de telecomunicaciones y posteriormente estudió empresariales en Copenhague. En 1969, se convirtió en agrimensor del gobierno. Vivió en Dinamarca mientras estudiaba y poco después pero, a principios de los 70, volvió a las Islas Feroe con su familia. Él junto a Jógvan Sundstein, que también se convirtió en Primera Ministro, trabajaron juntos como Contadores Públicos. En 1975 comenzó en una auditoría.
Ellefsen fue elegido para la Løgting en 1974. De 1974 a 1990 fue líder del Partido Unionista, que abogaba por un vínculo más fuerte entre Dinamarca y las Islas Feroe. De 1977 a 1987 y de 1988 a 1990 fue uno de los dos miembros de las Islas Feroe elegidos para ser representante en el Folketing danés. De 1975 a 1976 y en 1979 también representó a las islas en el Consejo Nórdico.

## Honores
Ellefsen fue honrado con la Orden de Dannebrog, Caballero de Primera clase (Ridder af 1. grad) el 7 de mayo de 1984.